# Grimoaldo Santamaria
Blahoslavený Ferdinando Santamaria, řeholním jménem Grimoaldo od Očišťování (4. května 1883, Pontecorvo – 18. listopadu 1902, Ceccano) byl italský student, římskokatolický seminarista a člen Společenství utrpení Ježíše Krista. Katolická církev ho uctívá jako blahoslaveného.

## Život
Narodil se 4. května 1883 v Pontecorvo jako nejstarší z pěti dětí Pera Paula Santamaria a Cecilie roz. Ruscio. Pokřtěn byl o den později v místním kostele. Jeho rodiče měli malou dílnu na výrobu lana.
V září 1883 přijal svátost biřmování z rukou kardinála Gaetana Ybernegaraye. Tato skutečnost byla neobvyklá z důvodu jeho nízkého věku. První svaté přijímání přijal v osmi letech. Roku 1890 se začal vzdělávat. Od osmi let sloužil jako ministrant. Byl členem chóru a společenství Neposkvrněného početí.
Roku 1850 se seznámil se Společenstvím utrpení Ježíše Krista, s tzv. pasionisty. Jeho otec jej přesvědčoval, aby se věnoval stejné práci jako je on, avšak třináctiletý Ferdinando projevil touhu stát se passionistou. Kvůli nízkému věku nemohl ihned vstoupit do kongregace, a proto se začal věnovat studiu latiny. Do kongregace byl přijat 15. února 1899. Dne 5. březnu 1899 započal svůj noviciát v konventu Santa Maria de Olite a přijal jméno Grimoaldo od Očišťování. Toto jméno přijal po svatém Grimoaldovi z Pontecorva a po svátku Uvedení Páně do chrámu, který se tehdy nazýval Očišťování Panny Marie. Mladý řeholníkem se začal inspirovat životem pasionisty svatého Gabriela Possentiho.
Dne 6. března 1900 složil své časné sliby a začal se připravovat na kněžství. V říjnu roku 1902 onemocněl. Při jedné z vycházek v klášterní zahradě ho přepadly silné bodavé bolesti do hlavy a závratě. Druhý den mu lékař zjistil meningitidu. K této nemoci se přidaly další komplikace. Zemřel 18. listopadu 1902. Jeho ostatky byly pohřbeny na místním hřbitově a v říjnu roku 1962 byly exhumovány a přeneseny do klostela konventu passionistů v Ceccanu.

## Proces blahořečení
Jeho proces blahořečení byl zahájen roku 1957, a to v diecézi Pontecorvo. Dne 14. května 1991 uznal papež sv. Jan Pavel II. jeho hrdinské ctnosti.
Dne 2. července 1994 uznal papež zázrak uzdravení na jeho přímluvu. Blahořečen byl 29. ledna 1995.